# Borgo Santo Spirito
Le Borgo Santo Spirito est une rue de Rome, en Italie, importante pour des raisons historiques et artistiques. D'un point de vue historique, elle est considérée comme la rue la plus intéressante du rione du Borgo. D'origine médiévale, elle est liée à la fondation de l'ancien hospice fortifié destiné aux pèlerins venant d'Angleterre, le Burgus Saxonum. La rue abrite le plus ancien hôpital romain, l' Arcispedale di Santo Spirito in Saxia, qui lui a donné son nom. Fortement remanié lors des travaux d'ouverture de la via della Conciliazione, il échappe néanmoins au sort des deux rues parallèles du Borgo Nuovo et du Borgo Vecchio, toutes deux détruites.

## Emplacement

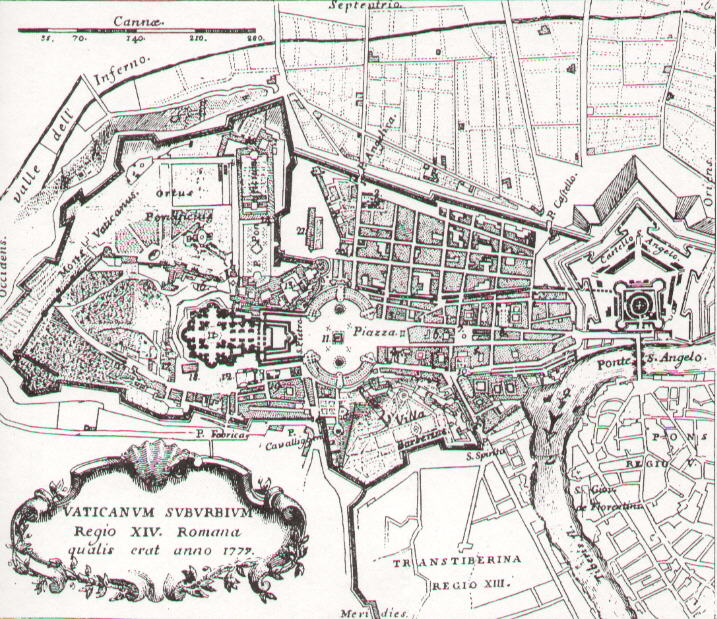
Le Borgo en 1779 (carte imprimée par Monaldini). Le Borgo Santo Spirito est la première rue partant du sud parmi les sept rayonnant du château

La rue est située à Rome, dans le rione du Borgo, et s'étend dans une direction est-ouest de la via San Pio X au Largo degli Alicorni. Jusqu'en 1870, l'actuelle via dei Penitenzieri entre les maisons 12 et 32 faisait également partie du Borgo Santo Spirito .

## Dénominations
Au début du Moyen Âge, la partie orientale de la rue s'appelle Borgo dei Sassoni, tandis que la partie occidentale porte le nom de Borgo dei Frisoni  ou Borgo San Michele, et celle plus à l'ouest de Borgo San Martino.
Le nom Borgo, utilisé à la place de Via pour le Borgo Santo Spirito, ainsi que pour les rues principales du quartier, dérive du mot vieil-anglais burg (« centre fortifié »), qui désigne l'ensemble fortifié des pèlerins saxons (Burgus Saxonum) situé entre le cirque de Caligula et Néron et le Tibre.

## Époque romaine

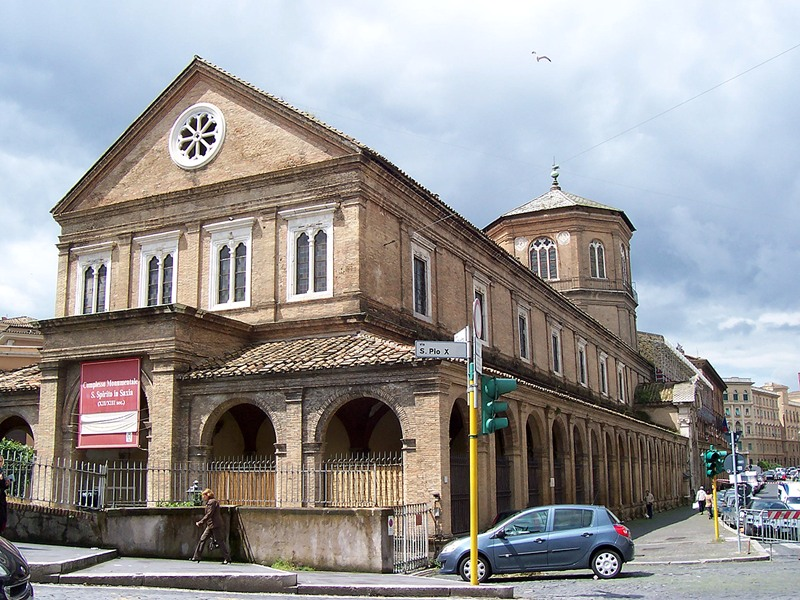
L'hôpital de Santo Spirito in Sassia le long du Borgo S. Spirito

À l'époque romaine, aucune route n'existe à l'emplacement du Borgo Santo Spirito actuel, cependant, à quelques mètres au sud de la rue moderne, courre la voie romaine qui part du Pons Neronianus. Des restes de la route ont été trouvés sous la Corsia Sistina, une salle de l'hôpital Santo Spirito et sous la Curie générale (« Curia Generalizia ») des jésuites. Cette route est utilisée pendant l'Empire tardif par les empereurs qui, lors de leurs visites de plus en plus rares dans la capitale, après avoir traversé le Tibre par le Pons Helius (le pont de Néron avait déjà été démoli pour des raisons défensives), empruntent la route au pied du Janicule jusqu'au tombeau de saint Pierre.

## Moyen Âge
Au début du Moyen Âge, le futur Borgo Santo Spirito est un chemin flanqué de deux murs, avec des potagers et quelques petites maisons, menant de la place de l'ancienne église Santa Maria in Traspontina (presque en face de château Saint-Ange) vers l'antique basilique  vaticane. Au début de la route, vers le Tibre, des tanneurs sont installés, qui donnent leur nom à une ruelle sinueuse, appelée dei Macellari (« allée des bouchers ») ou degli Spellari (« voie des tanneurs »"), qui rejoint la route du Tibre et plus tard également la Portica, le passage couvert reliant le château Saint-Ange à Saint-Pierre, le futur Borgo Vecchio. Au début de route, le long de la rivière, il y a un petit port, appelé della Traspontina.
A cette époque, le pèlerinage au tombeau de l'apôtre Pierre par la Via Francigena est devenu courant pour les Britanniques. En 689, Caedwalla de Wessex, roi des Saxons, fait un pèlerinage à Rome, tout comme en 727, son successeur, Ine de Wessex, qui, après avoir abdiqué en faveur de son parent Æthelheard, fait construire un bâtiment près du Tibre pour loger les ecclésiastiques et les princes de son royaume, imposant pour son entretien un tribut appelé Rome scot (Denier de saint Pierre)  . Le complexe, appelé Schola Saxonum ou Burgus Saxonum , est étendu par Offa, roi de Mercie, qui construit pour les pèlerins britanniques voyageant à Rome un xenodochium avec une petite église, Santa Maria in Saxia.
La schola, détruite par deux incendies en 817 et 852, subit de graves dommages lors de l'incursion sarrasine contre Rome en 846. Après cela, le pape Léon IV, fait protéger Saint-Pierre et ses environs avec les murs qui portent encore son nom. A cette occasion, il est possible que les Scholae aient été incluses à l'intérieur de l'enceinte des nouveaux murs. La Schola Saxonum, restaurée par Léon IV après le sac, est endommagée lors du le conflit entre le pape Grégoire VII et l'empereur du Saint Empire Henri IV. Ce dernier fortifie les ruines de la dite Villa di Nerone (« Villa de Néron  ») sur les hauteurs du Palatiolum, la partie la plus au nord de la colline du Janicule qui surplombe au sud la partie ouest de la rue. De plus, après la conquête normande de l'Angleterre en 1066, l'envoi du tribut pour l'entretien de la schola cesse .
En 1167, Frédéric Barberousse détruit définitivement le complexe fortifié. Dès avant le pontificat d'Innocent III, la Schola Saxonum est transformée en hôpital. En 1204, Innocent fait venir Guy de Montpellier à Rome et confie l'hôpital, reconstruit par Marchionne Aretino, à l'Ordre des Hospitaliers du Saint-Esprit . L'hôpital se développe considérablement jusqu'à la fin du XIVe siècle en achetant de nombreuses maisons dans le Borgo. Il décline comme toute la ville pendant la papauté d'Avignon. Il est sérieusement endommagé en 1409 par Ladislas Ier de Naples et est plus tard presque abandonné . Le pape Eugène IV, et surtout le pape Sixte IV, le font restaurer et agrandir. Ce dernier confie le travail à l'architecte florentin Baccio Pontelli ;  il conçoit entre autres, la Corsia Sistina, une salle de 126 m de long avec trois rangées de lits, flanquée d'un portique sous lequel les sans-abri peuvent dormir, à qui sont distribués les restes de la cantine.

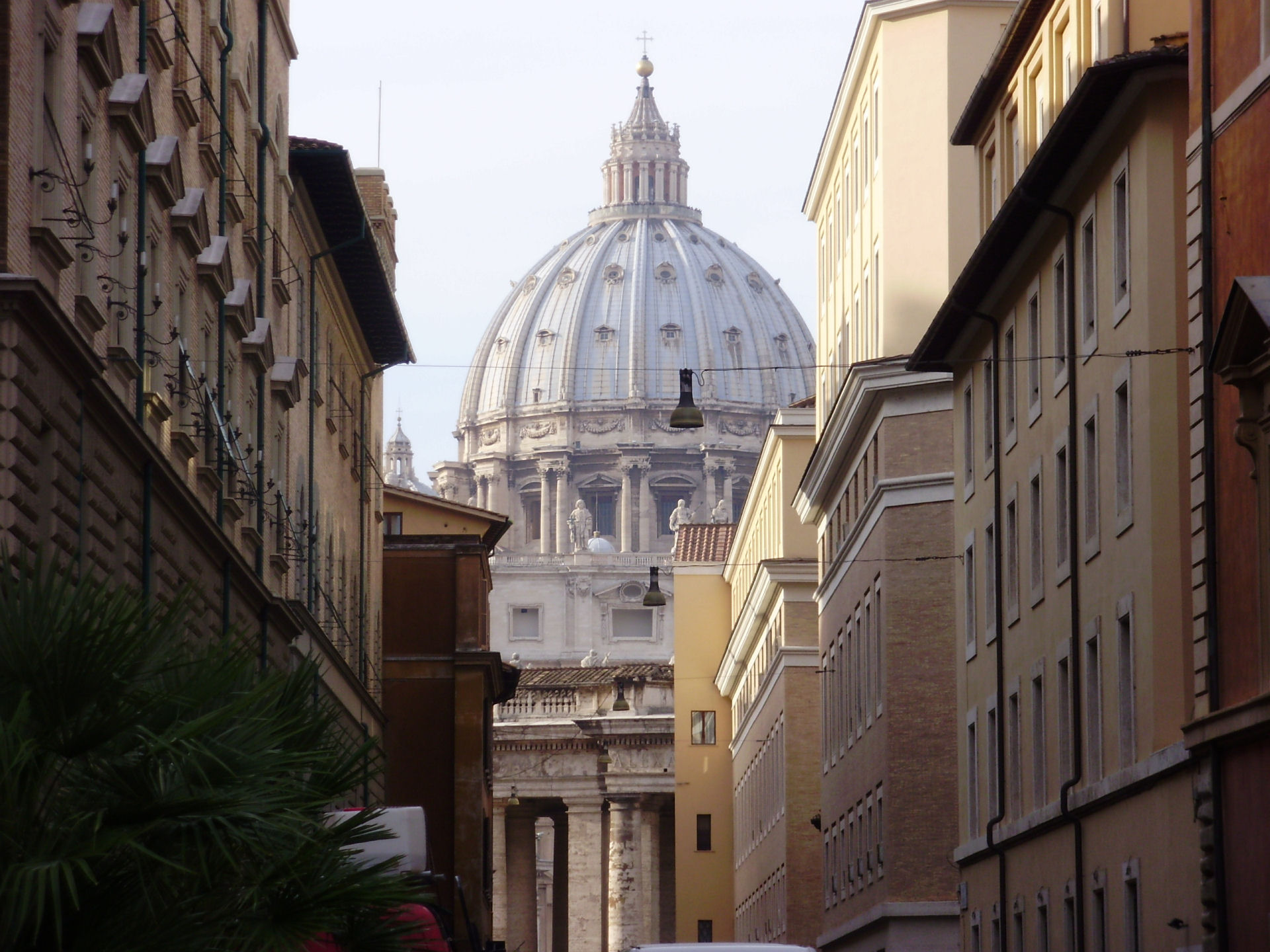
Vue sur le dôme de Saint-Pierre du Borgo Santo Spirito.

Au-delà de l'hôpital, l'église Santa Maria in Saxia est reconstruite en 1363 et restaurée par Eugène IV. En raison du travail de Pontelli, l'église est démolie, mais le pape Sixte en fonde une nouvelle, Santo Spirito in Sassia, qu'il laisse inachevée. Devant l'église,  une petite allée, appelée Vicolo Geremia, relie la rue au Portica. En allant vers l'ouest, sur le côté nord se trouve le Vicolo dell'Ospedale, près duquel les maisons appartiennent aux familles Tomacelli et Migliorati, et à gauche la via Settimiana (actuelle via dei Penitenzieri) menant au Trastevere.
Après ce carrefour, le Burgus change de nom et est appelé Burgus Frisonum (« Burg des Frisons ») à cause de la schola fondée là au huitième siècle par l'évêque anglo-saxon Boniface. La schola, comme les autres, est destinée à fournir un abri aux pèlerins frisons, c'est-à-dire aux habitants des zones côtières entre le Danemark et la Flandre belge d'aujourd'hui, qui sont en pèlerinage à Rome. Sur la gauche, une pente (la future pente de la villa Cecchini) rejoint les ruines du dit palais de Néron, ou Palatiolum, et la petite église de Santa Maria in Palazzolo, qui a été donnée aux chanoines de Saint-Pierre par Léon IV. Sur la droite se trouvent quelques maisons possédées au XVe siècle par César Borgia, et sur la gauche, deux ruelles (la première n'existe plus et la seconde est transformée en escalier) mènent à l'église nationale des Frisons, San Michele, nommée plus tard Santi Michele e Magno, mentionné pour la première fois en 854 . Plus à l'ouest, le Borgo San Martino s'étend entre deux blocs formés par des maisons et de petites églises,au nord, Santa Maria dei Vergari et San Gregorio de Cortina, et au sud San Martino . Dans ce domaine se trouve également la Schola Armeniorum, ou École des Arméniens, établie soit par Innocent III en 1202, soit par Honorius III.
Dans les deux blocs de San Martino et San Gregorio, à la fin du Moyen Âge, il y a plusieurs auberges avec gîtes, parmi elles les auberges des chiavi (« des clés »), de la colomba (« de la colombe ») et du cavallo (« du cheval »). Plusieurs magasins de Paternostrari (ou Coronari), c'est-à-dire des vendeurs d'images sacrées, et de Vergari, des vendeurs de Bordone del pellegrino (bourdon de pèlerin ) proposent le matériel utilisé par les pèlerins en route pour Saint-Pierre. Après ces deux blocs, le Borgo rejoint l'ancienne Place Saint-Pierre. Jusqu'au début de la Renaissance, le Borgo Vecchio et le Borgo Santo Spirito sont les seules rues qui permettent aux pèlerins venant de la rive gauche du Tibre d'atteindre la basilique du Vatican. Pour cette raison, les deux rues sont pavées par le pape Nicolas V. 

## Renaissance

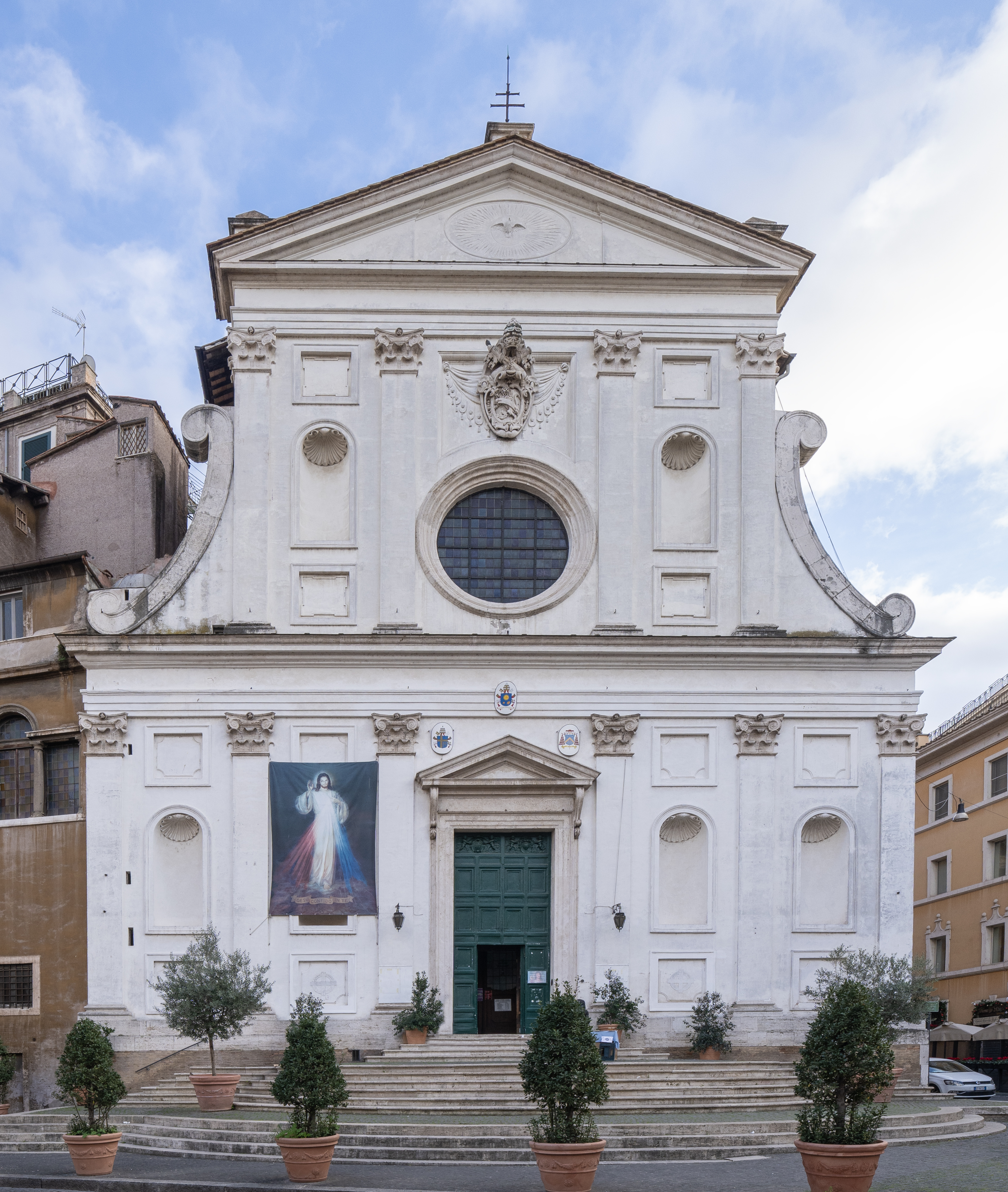
Santo Spirito in Sassia. À droite Via dei Penitenzieri, en arrière-plan la Porta Santo Spirito d'Antonio da Sangallo le Jeune.

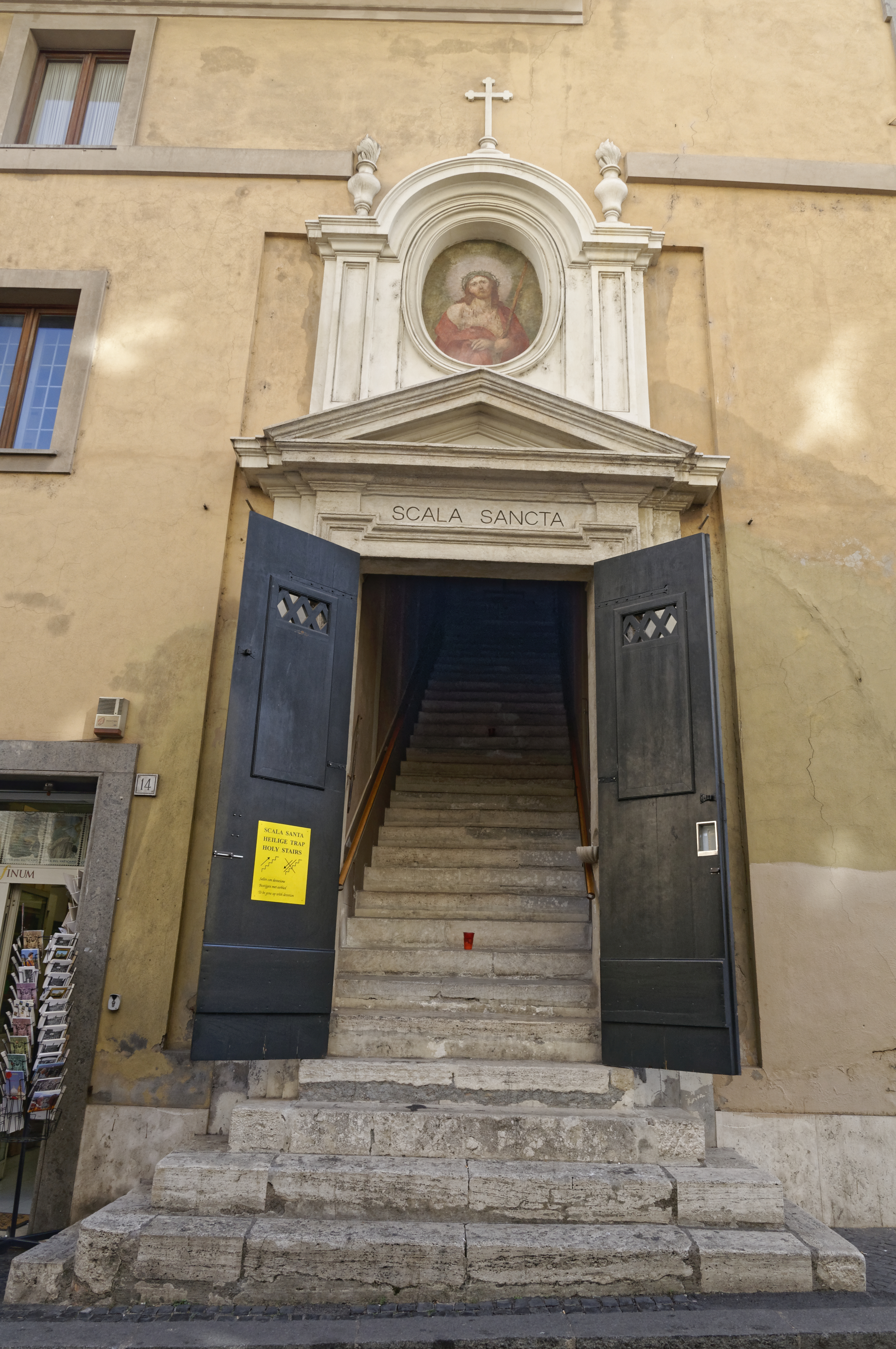
La Scala Santa, le long du Borgo Santo Spirito.

Entre l'hôpital et la Via dei Penitenzieri, au XVe siècle, se trouvent des maisons appartenant aux Tomacelli puis aux Migliorati. La mère de Boniface IX et Ludovico Migliorati, neveu d'Innocent VII y vivent. Dans le palais Migliorati, Ludovico, sur les ordres de son oncle, massacre les représentants de la Commune de Rome qui sont venus demander au pape des garanties pour la liberté républicaine. A cette époque, lors des solennités, le voile de Manoppello, la relique la plus importante du christianisme, est montré d'une fenêtre du palais. En 1600, ce groupe de maisons est démoli pour ériger le palais du Commendatore dell'Ospedale, construit par ordre de Grégoire XIII par Nanni di Baccio Bigio.
Pendant la Renaissance, le Borgo Santo Spirito est également affecté par les reconstructions causées par le pape Sixte IV qui, à l'occasion du Jubilé de 1475, veut que la rue soit redressée et pavée. En outre, en plus de reconstruire l'hôpital Santo Spirito, le premier janvier 1474, il publie une bulle pontificale accordant de nombreux avantages à ceux qui construisent des maisons dans le Borgo qui ont au moins 7 canne (15 m ( Unité «  » inconnue du modèle {{Conversion}}.) ca.) de haut.
Au tournant des XVe et XVIe siècles, le palais della Rovere est construit du côté nord de la rue, mais sa façade principale fait face à la Piazza Scossacavalli et au Borgo Vecchio. En face du côté ouest de ce palais, Averando Serristori construit le palais qui porte encore son nom pendant le règne du pape Pie IV. A l'ouest de ce palais, entre 1517 et 1520, le cardinal Francesco Armellini fait construire son palais, probablement d'après un projet de Giulio Romano ou de ses élèves.
À la fin de la Renaissance, plusieurs maisons sont construites du côté sud de la rue au-delà de l'hôpital. La plupart d'entre elles sont démolies entre 1923 et 1927 pour permettre la construction de la Curie générale des jésuites, mais deux demeurent encore aujourd'hui. En 1544, le pape Paul III fait élever et terminer par Antonio da Sangallo le Jeune l'église Santo Spirito, à l'exception de la façade d'Ottaviano Mascherino qui est construite sous Sixte V.
Au XVIe siècle, le portail menant à la Scala Santa, escalier que Jésus aurait monté après avoir été fouetté (l'un des deux conservé à Rome), est érigé. Il mène à l'église Santi Michele e Magno.

## Baroque
Entre 1742 et 1745, Pietro Passalacqua conçoit près du Tibre, sur le côté nord de la rue, l'oratoire de la SS Annunziata, populairement surnommé la Nunziatina. Au-delà de l'oratoire, le pape Pie VI fait construire l' Ospedale di San Carlo en 1789, une annexe du Santo Spirito . L'hôpital Santo Spirito lui-même est agrandi par Alexandre VII vers la Via dei Penitenzieri, et par Benoît XIV, le long du Tibre. Poursuivant la route vers Saint-Pierre sur la droite, en 1659, l'église San Lorenzo in Piscibus (« Saint-Laurent parmi les poissons », nommée ainsi à cause d'un marché aux poissons à proximité), fondée selon une ancienne tradition par Galla de Rome dans la seconde moitié du sixième siècle, est reconstruite par l'architecte Francesco Massari. La rénovation est commandée par les ducs d'Acquasparta, à cette époque propriétaires du Palazzo Cesi-Armellini adjacent. En face, à gauche, sur la colline de Palazzolo, l'église Santi Michele e Magno est entièrement reconstruite sous Benoît XIV.

## Âge moderne

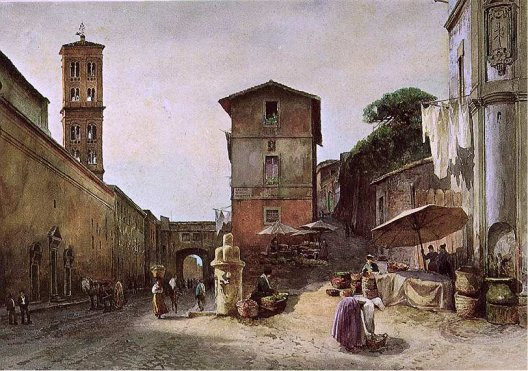
La pente de la Villa Cecchini sur Borgo Santo Spirito avant la démolition de la villa dans une aquarelle d' Ettore Roesler Franz (ca 1880).

En 1905, la construction du Lungotevere Vaticano cause la démolition des bâtiments de l'hôpital Santo Spirito adjacent à la rivière, tandis que la construction du pont Vittorio Emanuele II soulève la question de l'ouverture d'une rue reliant le centre historique au Prati, coupant à travers le rione et le Borgo Santo Spirito. La solution parvient en 1936, avec la construction de la via della Conciliazione, qui modifie profondément la rue, bien que contrairement aux Borgo Vecchio et Borgo Nuovo, tous deux démolis, elle soit épargnée. Le Borgo Santo Spirito perd son tronçon le plus à l'est, à l'est du croisement avec la via San Pio X, qui suit désormais la numérotation du Lungotevere Vaticano.
L'Oratoire de la Nunziatina est démoli et reconstruit dans un contexte différent le long du Lungotevere Vaticano avec un cadre moderne construit selon les lois de l'ingénierie des structures . La construction de la Via della Traspontina, la rue reliant le pont Vittorio et le rione Prati (renommée Via San Pio X dans sa section sud), entraîne la démolition de l'hôpital San Carlo . Plusieurs bâtiments mineurs sont démolis pour permettre la reconstruction du Palazzo Alicorni, situé entre le Borgo S. Spirito et la place Saint-Pierre, détruit en 1930, tandis que d'autres maisons de la fin de la Renaissance après la jonction avec la via dei Penitenzieri sont démolies pour la construction de la Curia Generalizia dei Gesuiti (siège de l'ordre des jésuites), située sur les pentes de la colline du Palazzolo. Ce nouveau bâtiment remplace la Villa Cecchini, un bâtiment pittoresque du jardin duquel on pouvait apprécier une vue célèbre du Borgo et de Saint-Pierre.
Du côté nord de la rue, les palais Della Rovere et Serristori sont restaurés, tandis que le palais Cesi est mutilé . L'église San Lorenzo in Piscibus, dont l'abside faisait face à la rue, est ramenée à son état médiéval et incorporée dans le propylée sud de la piazza Pio XII. À la suite de ces transformations, le Borgo Santo Spirito, qui était déjà une voie de service en raison de la présence de l'hôpital, perd presque toute sa population résidente. Après la destruction des rues voisines du Borgo Vecchio et du Borgo Nuovo, elle reste la seule des anciennes voies d'accès à la place Saint-Pierre qui offre encore la « surprise  » de découvrir la place et la basilique après avoir parcouru une rue étroite de quartier.

## Bâtiments et monuments remarquables

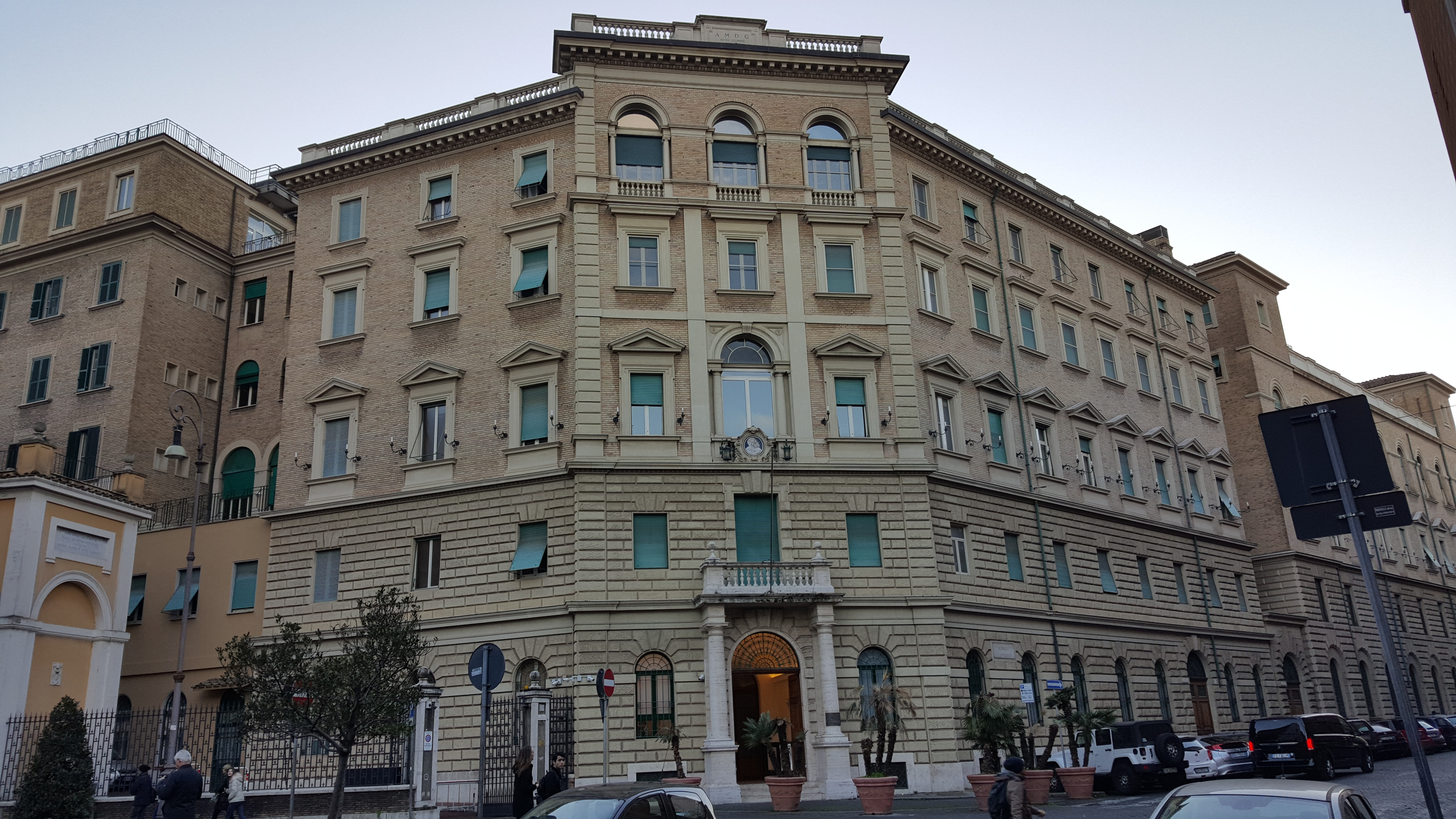
Curie générale de la Compagnie de Jésus dans le Borgo Santo Spirio.

- Santa Maria Annunziata à Borgo (démolie et reconstruite)
- Ospedale di Santo Spirito à Sassia
- Ospedale di San Carlo (démoli)
- Palazzo del Commendatore
- Santo Spirito à Sassia
- Curia Generalizia della Compagnia di Gesù (Curie générale de la Compagnie de Jésus )
- Palazzo Alicorni (démoli et reconstruit)
- Palazzo dei Penitenzieri
- Palais Serristori
- Palazzo Cesi-Armellini (partiellement démoli)
- Scala Santa
- San Lorenzo à Piscibus (partiellement démoli)
- Santi Michele e Magno

## Source de traduction
- (en) Cet article est partiellement ou en totalité issu de l’article de Wikipédia en anglais intitulé « Borgo Santo Spirito » (voir la liste des auteurs).